# Gravtjärnen (Silbodals socken, Värmland)
Gravtjärnen är en sjö i Årjängs kommun i Värmland och ingår i Göta älvs huvudavrinningsområde.